# 瑪麗亞·赫施勒
瑪麗亞·赫施勒（羅馬化：Maria Hoerschler，1996年4月26日—），小名Sky，2011年泰國妙齡小姐季軍，為泰國第7電視台旗下前女演員及模特。

## 個人簡歷
Sky於1996年4月26日出生於泰國烏汶叻差他尼，為泰德混血。2011年透過選美競賽泰國妙齡小姐出道，並於該競賽獲得季軍。曾在國外拍攝廣告與畫報，於2016年參與模特選拔真人秀The Face Thailand 第三季，在該節目中為導師團隊Bee的成員，Sky於該季競賽成功進入前四強，因此接著參與第四季的競賽，最後皆在兩個賽季中都獲得亞軍，知名度大增，有了"Sky The Face"的稱號。
2020年加入泰國第7電視台，成為旗下藝人。
2021年，簽約7台前所拍攝的電視劇《撒旦的女兒》於PPTV HD黃金檔時段首播。同年7月，在7台參與拍攝的首部電視劇《向日葵之火》於平日晚間檔首播。

## 影視作品

### 電視劇
| 首播年份 | 戲名             | 戲名   | 播放平台 | 角色        | 備註 |
| 首播年份 | 譯名             | 原文名 | 播放平台 | 角色        | 備註 |
| 2021年   | 《撒旦的女兒》   |        | PPTV HD  | Tarnsai     | 主演 |
| 2021年   | 《向日葵之火》   |        | Ch7HD    | Saikwan     | 配角 |
| 2022年   | 《甜蜜之禁》     |        | Ch7HD    | Phraephisut | 配角 |
| 2022年   | 《盛夏戀歌2022》 |        | Ch7HD    | Annie       | 主演 |
| 待公布   | 《沙之印痕》     |        | Ch7HD    |             | 主演 |
| 待公布   | 《假扮媽媽》     |        | Ch7HD    |             | 主演 |

## 音樂作品

### 戲劇原聲帶
| 年份   | 歌名                        | 歌名           | 戲劇名稱         | 備註  |
| 年份   | 譯名                        | 原文名         | 戲劇名稱         | 備註  |
| 2022年 | 盛夏戀歌                    | หมอลำซัมเมอร์    | 《盛夏戀歌2022》 | [ 2 ] |
| 2022年 | Kong See Poon Moon See Kram | โขงสีปูน มูลสีคราม | 《盛夏戀歌2022》 | [ 3 ] |

## 獎項
| 年份   | 組織                                         | 獎項 | 獲獎作品 | 來源 |
| 2011年 | Miss Teen Thailand 2011 （2011泰國妙齡小姐） | 季軍 | 不適用   |      |
| 2016年 | The Face Thailand 第3季                      | 亞軍 | 不適用   |      |
| 2017年 | The Face Thailand 第4季                      | 亞軍 | 不適用   |      |

## 外部連結
- 瑪麗亞·赫施勒於Channel 7的簡介（泰文）
- 瑪麗亞·赫施勒的Instagram帳戶（泰文）
- 瑪麗亞·赫施勒的X（前Twitter）（泰文）